# Vittorio Piola
Vittorio Piola (Invorio, 24 marzo 1921 – Biella, 6 agosto 1993) è stato un vescovo cattolico italiano.

## Biografia
Studiò filosofia e teologia cattolica. Il 27 maggio 1944 venne ordinato presbitero dal vescovo di Novara Leone Giacomo Ossola.
Il 18 luglio 1970 papa Paolo VI lo nominò vescovo titolare di Atella e vescovo ausiliare di Novara. Venne ordinato vescovo il 6 settembre dello stesso anno dal vescovo di Novara Placido Maria Cambiaghi nella cattedrale di Santa Maria Assunta, co-consacranti il vicegerente della diocesi di Roma Ugo Poletti e il vescovo ausiliare di Novara Edoardo Piana Agostinetti.
Lo stesso papa Paolo VI lo nominò vescovo di Biella il 15 febbraio 1972, facendone il successore di Carlo Rossi. Il 15 maggio 1986 papa Giovanni Paolo II ne accettò la rinuncia.
Morì a Biella il 6 agosto 1993.

## Genealogia episcopale
La genealogia episcopale è:
- Cardinale Scipione Rebiba
- Cardinale Giulio Antonio Santori
- Cardinale Girolamo Bernerio, O.P.
- Arcivescovo Galeazzo Sanvitale
- Cardinale Ludovico Ludovisi
- Cardinale Luigi Caetani
- Cardinale Ulderico Carpegna
- Cardinale Paluzzo Paluzzi Altieri degli Albertoni
- Papa Benedetto XIII
- Papa Benedetto XIV
- Cardinale Enrico Enriquez
- Arcivescovo Manuel Quintano Bonifaz
- Cardinale Buenaventura Córdoba Espinosa de la Cerda
- Cardinale Giuseppe Maria Doria Pamphilj
- Papa Pio VIII
- Papa Pio IX
- Cardinale Alessandro Franchi
- Cardinale Giovanni Simeoni
- Cardinale Antonio Agliardi
- Cardinale Basilio Pompilj
- Cardinale Adeodato Piazza, O.C.D.
- Vescovo Placido Maria Cambiaghi, B.
- Vescovo Vittorio Piola